# Tadmor
Tadmor (Gamma Cephei b) – planeta pozasłoneczna, krążąca wokół gwiazdy Gamma Cephei A (Errai), z okresem około 2,5 roku.
Planeta ta została odkryta przez kanadyjski zespół astronomów w 1988 roku. Jej istnienie stwierdzono metodą pomiaru zmian prędkości radialnej gwiazdy, co do dziś jest najefektywniejszym sposobem wykrywania planet. Jednak ze względu na dużą niepewność pomiarów, cztery lata później odkrycie zostało odwołane. W tym samym czasie Aleksander Wolszczan doniósł o odnalezieniu planet okrążających pulsar PSR 1257+12 i tym samym został odkrywcą pierwszych planet pozasłonecznych. Ostatecznie istnienie γ Cep b udowodniono w 2002 roku.

## Nazwa
Nazwa własna planety, Tadmor, została wyłoniona w publicznym konkursie. Jest to dawna semicka i współczesna arabska nazwa starożytnego miasta Palmyra, wpisanego na listę światowego dziedzictwa UNESCO. Zwycięską nazwę zaproponowali członkowie Syryjskiego Stowarzyszenia Astronomicznego (Syria).

## Charakterystyka
Tadmor jest gazowym olbrzymem, orbitującym wokół swojej gwiazdy w średniej odległości 2,05 au, czyli dalej niż Mars w Układzie Słonecznym. Ze względu jednak na dużą jasność gwiazdy, znajduje się ona zapewne na wewnętrznym skraju ekosfery. Jest to pierwsza planeta odkryta w bliskim układzie podwójnym gwiazd.